# Isosticta
Isosticta – rodzaj ważek z rodziny Isostictidae.

## Występowanie
Rodzaj obejmuje gatunki występujące w Nowej Kaledonii – na głównej wyspie Nowa Kaledonia (fr. Grande Terre) i na pobliskich mniejszych wyspach. Osobniki dorosłe przebywają w pobliżu leśnych strumieni i potoków.

## Morfologia
Ważki te charakteryzuje bardzo szczupła budowa ciała, wąskie skrzydła i długi, smukły odwłok. Identyfikacja poszczególnych gatunków jest trudna i wymaga zbadania kilku cech skrzydeł, a także szczegółów budowy przysadek odwłokowych samców i przedplecza samic.

## Systematyka
Takson ten, jako podrodzaj rodzaju Alloneura, wprowadził w 1885 roku belgijski zoolog Edmond de Sélys Longchamps dla nowo opisanego przez siebie gatunku Isosticta spinipes. Obecnie Isosticta klasyfikowany jest jako odrębny rodzaj, obejmujący 5 gatunków.

### Etymologia
Isosticta: gr. isos „równy, podobny”; gr. stiktos „przekłuty, kropkowany, nakrapiany”.

### Podział systematyczny
Do rodzaju należą następujące gatunki:
- Isosticta gracilior Lieftinck, 1975
- Isosticta humilior Lieftinck, 1975
- Isosticta robustior Ris, 1915
- Isosticta spinipes Selys, 1885
- Isosticta tillyardi Campion, 1921